# HMAS Adelaide (L01)
El HMAS Adelaide (L01) és un vaixell d'assalt amfibi tipus LHD de la Classe Canberra de l'Armada Australiana parcialment construït a Espanya a les drassanes de Navantia a Ferrol, i finalitzat per les drassanes de BAE Systems Austràlia en Williamstown.

## Construcció

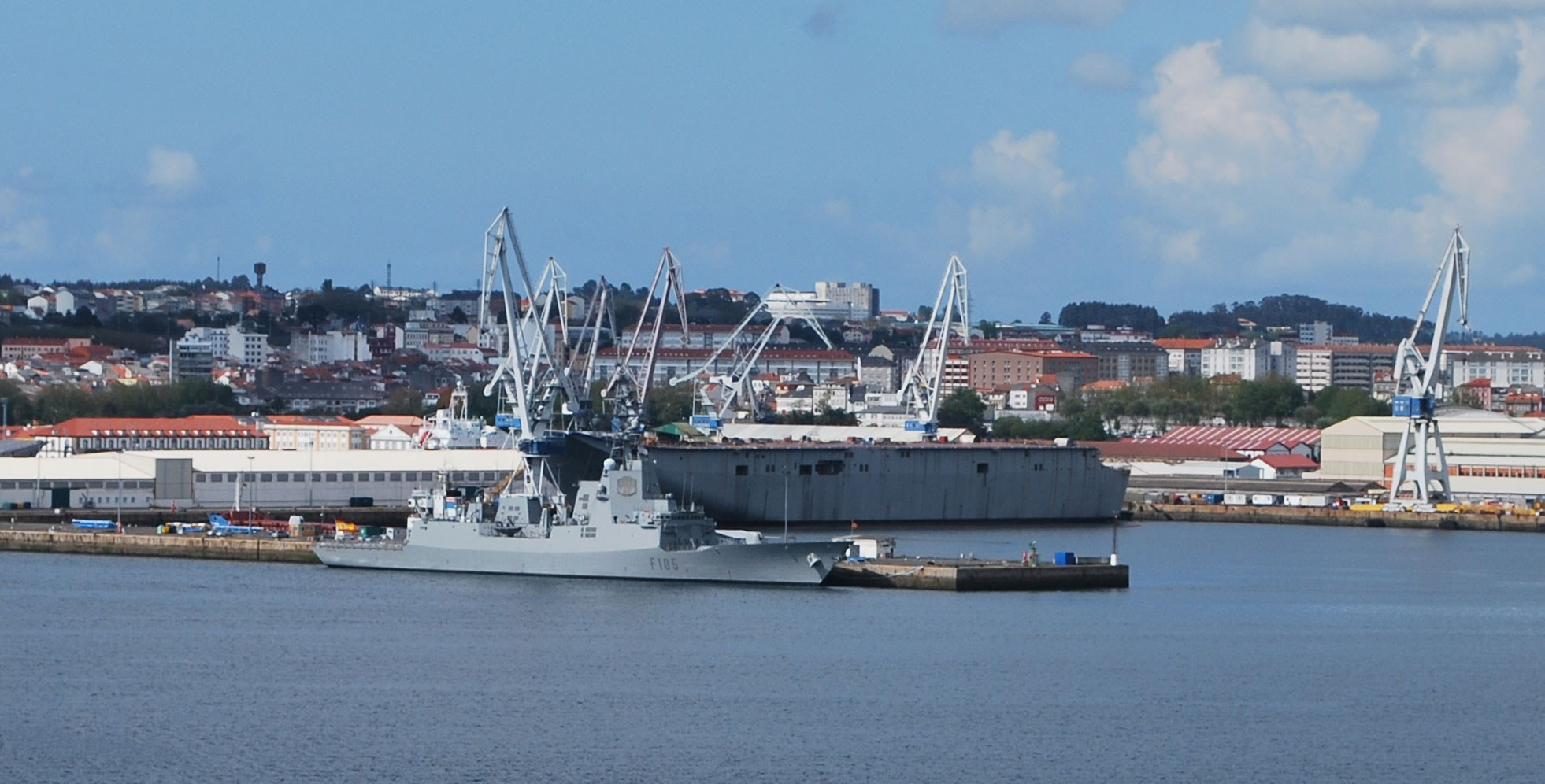
Adelaide en construcció darrera la fragata Cristóbal Colón (F-105) a Ferrol

El Adelaide, va ser posat en grada el 18 de febrer de 2011, l'endemà de l'avarament del seu bessó, el HMAS Canberra. Fou avarat el 4 de juliol de 2012 a les 17:34, coincidint amb la plenamar, apadrinat per Maureen Banks, en presència del vicealmirall Ray Griggs, de l'almirall general Manuel Rebollo, del president de Navantia, José Manuel Regirada Lapique, i del conseller delegat de BAE Systems
El 2 de desembre, el seu buc, construït al 80%, va ser remolcat des de Ferrol a Vigo on s'esperà a l'arribada del Blue Marlin, una plataforma semisubmergible per a traslladar-lo a Australia. El 10 de desembre, es va realitzar en quatre hores la maniobra de càrrega del LHD. El 17 de desembre va iniciar el viatge des de Galícia amb destinació Austràlia, per arribar a Port Philips a Melbourne el 8 de febrer de 2014, on les drassanes BAE Systems Austràlia en Williamstown, Victòria (Austràlia) van terminar la superestructura.
Va realitzar les proves de mar entre juny i juliol de 2015 en una navegació des de Melbourne a Sydney, on el vaixell va entrar en dic sec per netejar i pintar el buc, i poder realitzar noves proves de mar a l'agost. El 22 d'octubre de 2015 va ser lliurat a les autoritats d'Austràlia en Williamstown, i finalment va ser lliurat a l'Armada d'Austràlia entrant en servei el 4 de desembre de 2015.